# زكي عزمي
زكي عزمي (بالملايوية: Zaki Azmi)‏ هو محامي وقاضي ماليزي، ولد في 12 سبتمبر 1945 في ألور ستار في ماليزيا.